# Austromenopon ossifragae
Austromenopon ossifragae är en insektsart som först beskrevs av Eichler 1949.  Austromenopon ossifragae ingår i släktet Austromenopon och familjen spolätare. Inga underarter finns listade i Catalogue of Life.